# Де-Тіке
Де-Тіке (нід. De Tike) — село в нідерландській провінції Фрисландія. Входить до муніципалітету Смаллінгерланд.
Його площа становить 3,30 км², а населення станом на 2021 рік складало 335 осіб.
Перша згадка про населений пункт датується 1541 роком.

## Галерея

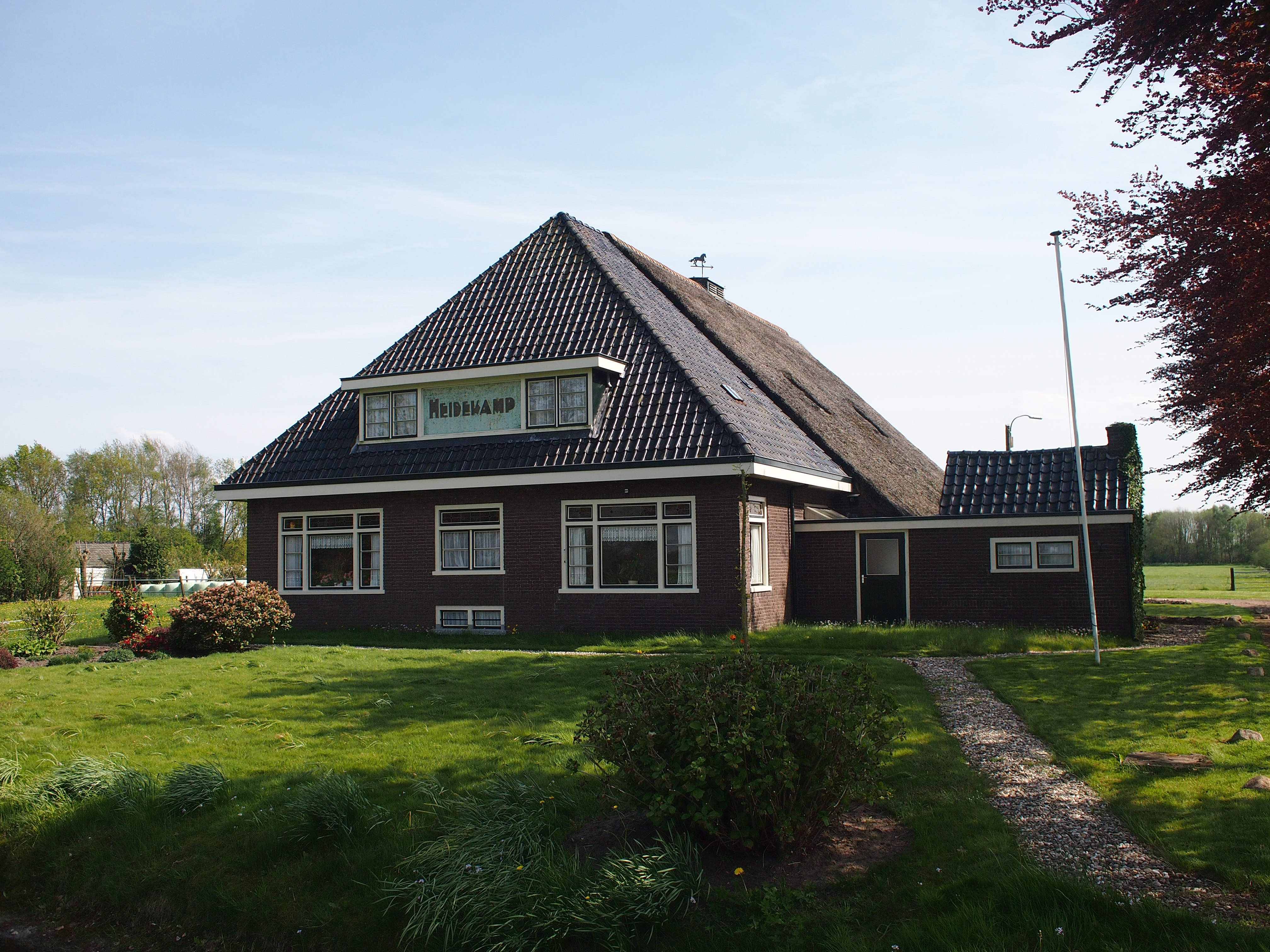
Ферма у Де-Тіке
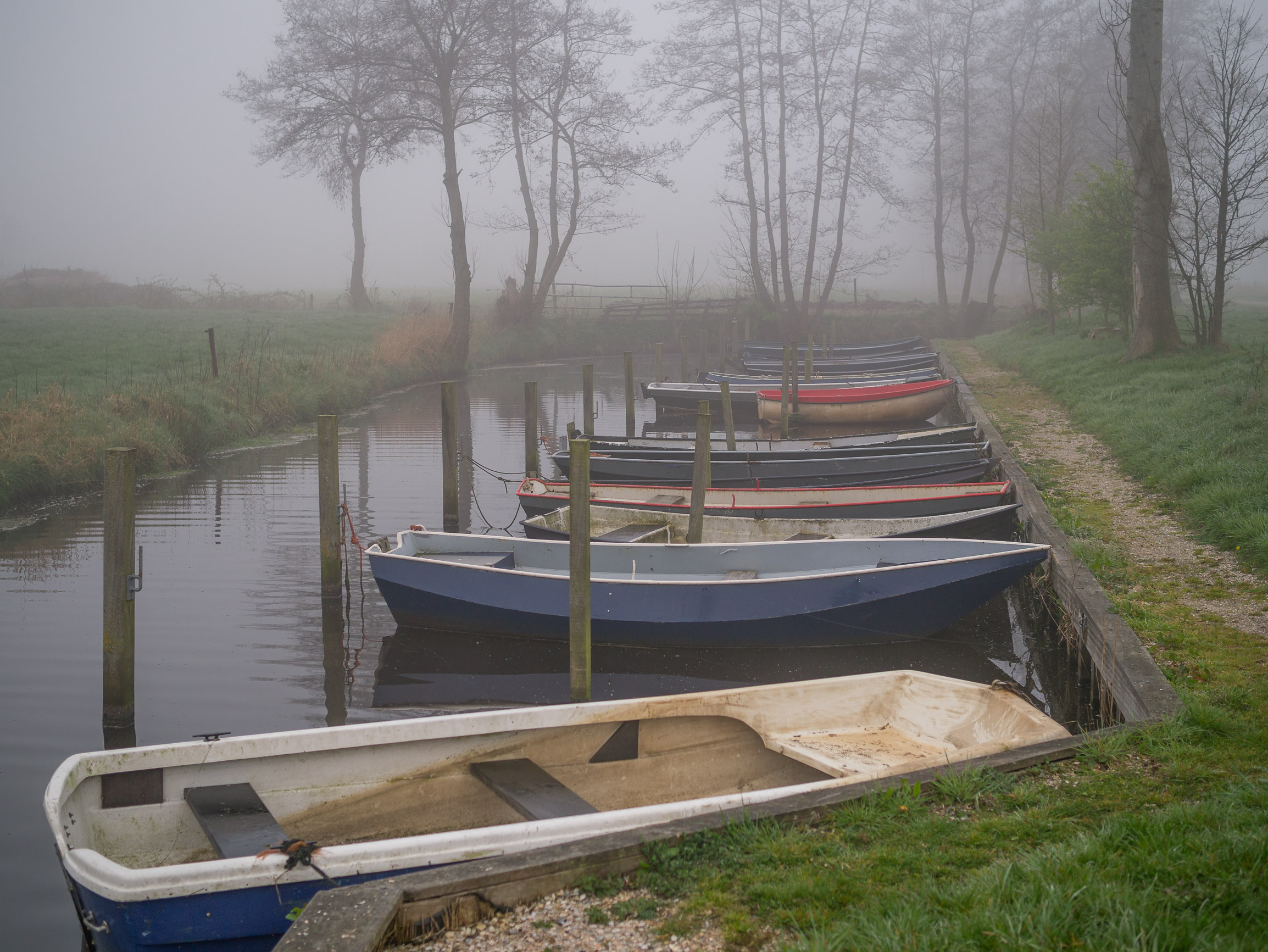
Гавань у селі
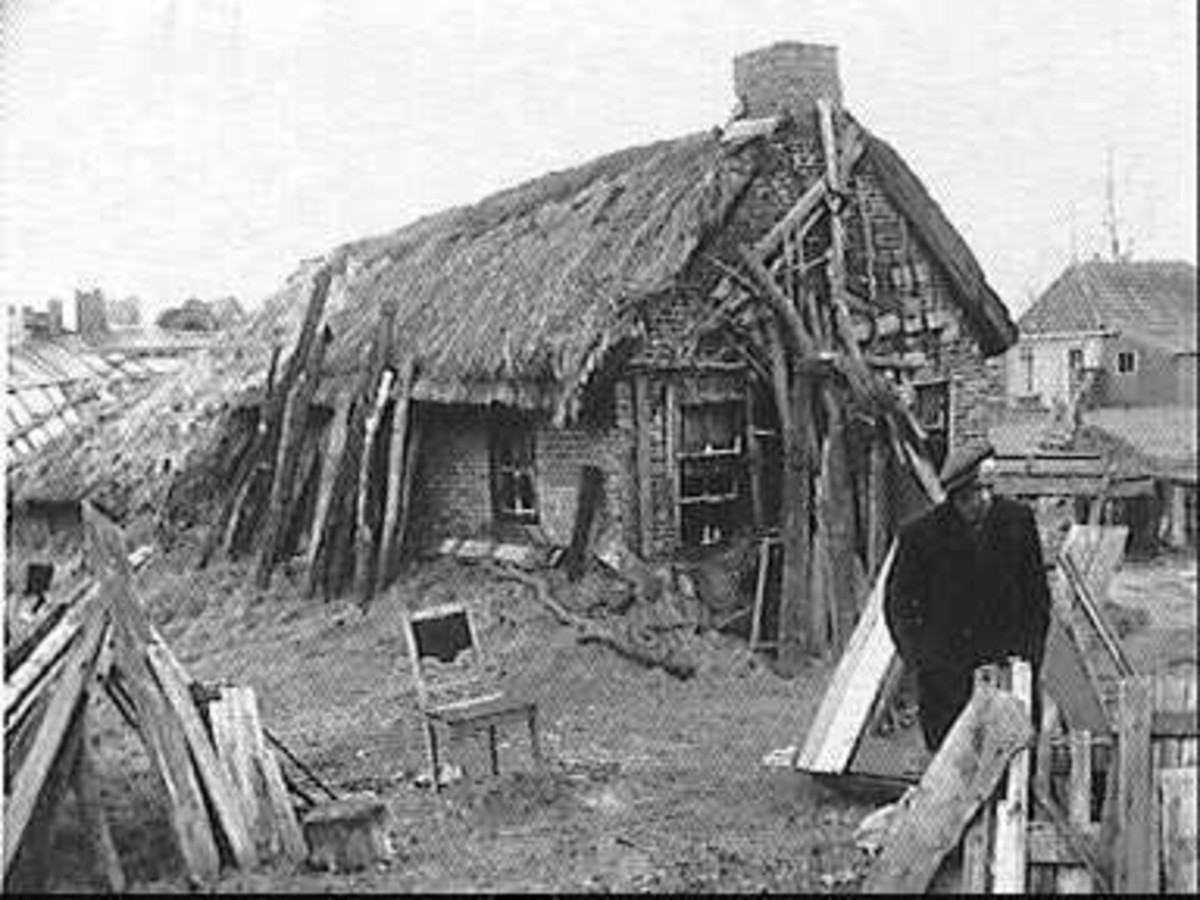
Помешкання видобувачів торфу (1962)